# Shunwang
Shunwang (kinesiska: 舜王街道, 舜王) är en socken i Kina. Den ligger i provinsen Shandong, i den östra delen av landet, omkring 220 kilometer öster om provinshuvudstaden Jinan. Antalet invånare är 134890. Befolkningen består av 65 867 kvinnor och 69 023 män. Barn under 15 år utgör 16,0 %, vuxna 15-64 år 74 %, och äldre över 65 år 9,0 %.
Genomsnittlig årsnederbörd är 958 millimeter. Den regnigaste månaden är juli, med i genomsnitt 307 mm nederbörd, och den torraste är januari, med 10 mm nederbörd.